# Synema hirtipes
Synema hirtipes är en spindelart som beskrevs av Dahl 1907. Synema hirtipes ingår i släktet Synema och familjen krabbspindlar.
Artens utbredningsområde är Zimbabwe. Inga underarter finns listade i Catalogue of Life.